# North Berwick (condado de York)
North Berwick es un lugar designado por el censo ubicado en el condado de York en el estado estadounidense de Maine. En el Censo de 2010 tenía una población de 1.615 habitantes y una densidad poblacional de 195,17 personas por km².

## Geografía
North Berwick se encuentra ubicado en las coordenadas 43°17′47″N 70°43′52″O / 43.29639, -70.73111. Según la Oficina del Censo de los Estados Unidos, North Berwick tiene una superficie total de 8.28 km², de la cual 8.27 km² corresponden a tierra firme y (0.03%) 0 km² es agua.

## Demografía
Según el censo de 2010, había 1.615 personas residiendo en North Berwick. La densidad de población era de 195,17 hab./km². De los 1.615 habitantes, North Berwick estaba compuesto por el 95.73% blancos, el 0.93% eran afroamericanos, el 0.56% eran amerindios, el 1.18% eran asiáticos, el 0% eran isleños del Pacífico, el 0.62% eran de otras razas y el 0.99% pertenecían a dos o más razas. Del total de la población el 1.11% eran hispanos o latinos de cualquier raza.